# Бош (лунный кратер)
Кратер Бош (лат. Bosch) — небольшой ударный кратер, находящийся в районе северного полюса на обратной стороне Луны. Название дано в честь немецкого химика Карла Боша (1874—1940) и утверждено Международным астрономическим союзом в 2009 г.

## Описание кратера

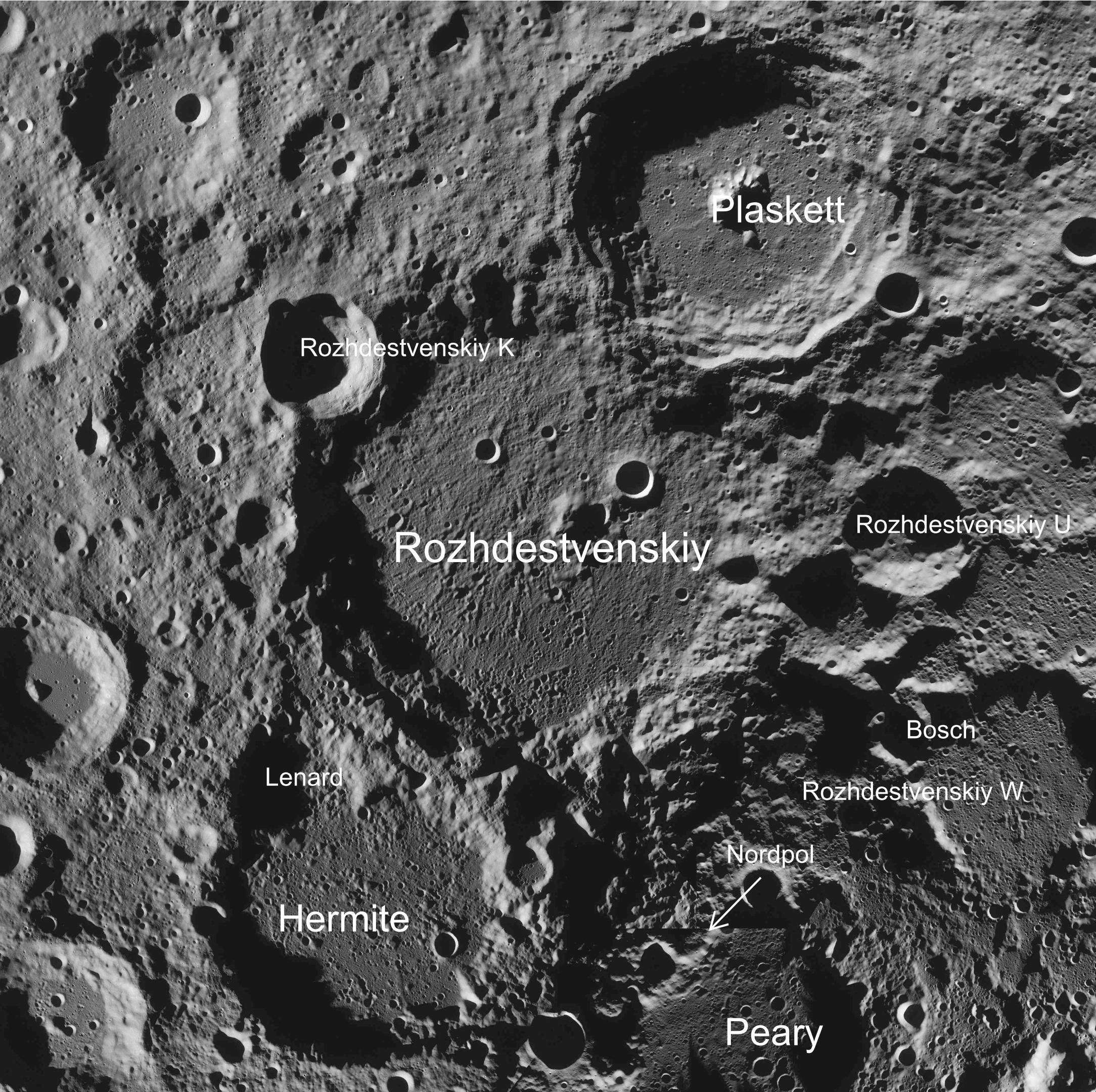
Окрестности кратера Бош. Снимок зонда Lunar Reconnaissance Orbiter.

Ближайшими соседями кратера являются кратер Уйпл на севере; кратер Рождественский на востоке; кратер Пласкетт на юго-востоке; кратер Хевеши на юге-юго-востоке; кратер Хаскин на юге и кратер Усай на юго-западе. Селенографические координаты центра кратера 86°49′ с. ш. 133°32′ в. д. / 86,82° с. ш. 133,54° в. д., диаметр 19,6 км, глубина 1,7 км.
Кратер имеет неправильную форму искаженную соседними импактами. Высота вала над окружающей местностью составляет 750 м.

## Сателлитные кратеры
Отсутствуют.